# ショベル工業
ショベル工業株式会社（ショベルこうぎょう）は、かつて堺市西区に本社を置いた中堅ゼネコン（総合建設業）である。

2020年2月12日をもって錦建設工業株式会社に吸収合併され解散した。

## 概要
- 企業名 ショベル工業株式会社
- 代表者 代表取締役 金山栄輔
- 資本金 430,000,000円
- 本社所在地 大阪市大正区千島1丁目20番7号